# Przemysłowy wskaźnik nadkładu
Przemysłowy wskaźnik nadkładu odnosi się do określonych powierzchni, czyli można go obliczać dla całego złoża albo jego części lub dla poszczególnych pięter (poziomów).
Wyraża stosunek objętości nadkładu w m³ zalegającego nad przemysłowym konturem złoża lub jego częścią powiększoną o masy zawarte w układzie skarp oraz o eksploatacyjne straty zasobów.
{\displaystyle Kp={\frac {V}{q}}\cdot n}
- V – objętość nadkładu do usunięcia
- q – zasoby kopaliny użytecznej
- n – współczynnik wykorzystania złoża